# Amyttopsis vinculata
Amyttopsis vinculata är en insektsart som beskrevs av Max Beier 1965. Amyttopsis vinculata ingår i släktet Amyttopsis och familjen vårtbitare. Inga underarter finns listade i Catalogue of Life.